# Дайсон, Уильям
Уильям Дайсон (англ. William Dyson, полное имя William Henry Dyson, также известен как Will Dyson; 1880—1938) — австралийский художник-карикатурист и иллюстратор.

## Биография
Родился 3 сентября 1880 года в городе Alfredton, в настоящее время Балларат, штат Виктория, Австралия, в семье Джорджа Дайсона (George Dyson) и его жены Джейн, урождённой Mayall. В семье были ещё братья: Эдвард — журналист, поэт, драматург, а также Эмброуз — иллюстратор и политический карикатурист.
Уильям получил образование в государственных школах Балларата и Южного Мельбурна. Затем последовал по стопам своих братьев, и прежде чем ему исполнился 21 год, один из его рисунков был принят журналом The Bulletin; затем он получил назначение в аделаидский журнал Critic в качестве черно-белого художника. В 1902 Дайсон вернулся в Мельбурн и продолжил работать в газетах и журналах. В 1909 году он провёл выставку своих рисунков. В 1910 году Уильям Дайсон женился на Руби Линдсей из известной семьи художников. Они отправились в Лондон, где Дайсон работал в Weekly Despatch. Также он создал несколько цветных карикатур для Vanity Fair, подписавшись «Emu». Затем работал в лейбористской газете Daily Herald.
После начала Первой мировой войны, в январе 1915 года, Дайсон стал официальным австралийским художником на фронте. Дважды был ранен в 1917 году. Выставки его военных карикатур проходили в Лондоне, а в ноябре 1918 года он опубликовал серию «Australia at War», в которой содержатся некоторые из его лучших рисунков. В марте 1919 года умерла его жена и в следующем году художник опубликовал подборку её работ «The Drawings of Ruby Lind» со стихотворением «Poems in Memory of a Wife». Вскоре после смерти жены он нарисовал одну из самых знаменитых и широко воспроизводимых карикатур, озаглавленную «Peace and Future Cannon Fodder».
В 1925 году Дайсону предложили большую зарплату, чтобы он вернулся в Австралию для работы в штате мельбурнских Melbourne Herald and Punch, где он проработал следующие пять лет. Затем через Нью-Йорк он снова вернулся в Лондон, где провёл выставки своих работ. Он возобновил отношения с Daily Herald и до конца жизни рисовал в ней карикатуры.
Умер от хронического заболевания сердца 21 января 1938 года в Челси, Лондон. Был кремирован и похоронен рядом со своей женой на лондонском кладбище Hendon Cemetery.
Самая большая коллекция работ Уильяма Дайсона находится в Национальном музее Австралии в Канберре, он также представлен в художественных галереях Мельбурна и Сиднея, а также в Музее Виктории и Альберта в Лондоне.